# 주식회사 스페셜액터스
《주식회사 스페셜액터스》(일본어: スペシャルアクターズ, 영어: Special Actors)는 2019년 10월에 개봉한 일본의 코미디 영화이다.
 우에다 신이치로가 감독과 각본을 맡았다.
 일본은 2019년 10월 18일에 홍콩은 2019년 11월 28일에 대한민국은 2020년 8월 6일에 개봉되었다.

## 줄거리
긴장하면 기절하는 증상 때문에 오디션에 계속 낙방하던 배우 지망생 카즈토는

5년만에 만난 동생 히로키가 소개한 배우 에이전시 스페셜액터스에서 들어간다.

그러나 스페셜액터스의 업무는 배우 에이전시뿐 아니라 직접 짠 각본과 연기로

의뢰인들의 고민을 해결해주는 것도 있었는데..... 

언니를 사이비 종교 단체 ‘무스비루’로부터 구해달라는 의뢰가 들어오고

신참 신도로 위장해 잠입하는 스페셜액터스의 배우들은 과연..... 

## 출연진

### 주연
- 오사와 카즈토 - 오노 카즈토 역
- 코노 히로키 - 오노 히로키 역
- 후지 타쿠야 - 후지마츠 역
- 키타우라 아유

### 조연
- 탄리 - 타마루 역
- 오가와 미유 - 유미 역
- 쓰가미 리나 - 리나 역
- 가와구치 타카히로 - 카즈키 역
- 야에코 키요스
- 아유미 니고
- 노조미 드 랭크생